# Jang Gyeong-mu
Jang Gyeong-mu (kor. 장경무; ur. 4 grudnia 1944 w Kae-Bong Pong) – południowokoreański zapaśnik walczący w stylu wolnym. Olimpijczyk z Meksyku 1968, gdzie zajął czternaste miejsce w kategorii do 57 kg.
Czwarty na mistrzostwach świata w 1967. Brązowy medalista igrzysk azjatyckich w 1966 roku.

## Letnie Igrzyska Olimpijskie 1968
| Konkurencja      | Rundy eliminacyjne  | Rundy eliminacyjne   | Klas. końcowa |
| Konkurencja      | Przeciwnik I        | Przeciwnik II        | Miejsce       |
| ---------------- | ------------------- | -------------------- | ------------- |
| 57 kg styl wolny | Iwan Szawow (BGR) P | Hasan Sevinç (TUR) P | 14.           |